# Cristian Portilla
Cristian Portilla Rodríguez (Santander, 1988. augusztus 28. –) spanyol labdarúgó, középpályás.

## Pályafutása
Portilla Santanderben, Kantábria tartományban született. Egy korábbi labdarúgó fiaként kilencévesen lépett be a Racing Santander akadémiájára unokatestvérével, Carlos Matával együtt, majd miután egy torna után állítólag felkeltette a Deportivo la Coruña érdeklődését, apja visszautasította az ajánlatot.
Miután a B-csapatnál játszott, Portilla először 2006. március 12-én az Atlético Madrid ellen 1–2-re elveszített idegenbeli mérkőzésen lépett pályára a profik közt, majd további két meccsen szerepelt a La Liga-szezonban. Első évei alatt mindössze 1 mérkőzést tett hozzá ezekhez, ezért 2008 januárjában kölcsönadták a Racing de Ferrolnak, de a galiciaiak kiestek a másodosztályból.
Annak érdekében, hogy a 20 éves játékos folytathassa a fejlődést, Portillát a következő szezonra kölcsönadták a harmadosztályban szereplő SD Ponferradina csapatának. A 2009–10-es szezonra megvette az élvonalbeli Sporting de Gijón, hároméves visszavásárlási opcióval; első évében szerepelt az első csapatban és a harmadosztályú második csapatban szerepelt.
2010 decemberében Portilla elhagyta az asztúriaiakat, és másfél évre a görög Árisz Theszaloníkiszhez szerződött. Pontosan egy évvel szerződése lejárta előtt elhagyta a klubot.